# Zbigniew Augustyn
Zbigniew Augustyn (ur. 31 stycznia 1959 w Namysłowie) – polski samorządowiec, w latach 1998–2002 prezydent Mysłowic.

## Życiorys
Absolwent Wydziału Transportu Politechniki Śląskiej oraz studiów podyplomowych na Wydziale Zarządzania Uniwersytetu Jagiellońskiego. W latach 90. zaangażował się w działalność samorządową. Był radnym miejskim (od 1994), członkiem zarządu miasta (1995–1998), a w latach 1998–2002 sprawował urząd prezydenta Mysłowic (z ramienia Akcji Wyborczej Solidarność). W bezpośrednich wyborach w 2002, będąc kandydatem lokalnego komitetu wyborczego, przegrał w drugiej turze ze Stanisławem Padlewskim. Zatrudniony później w prywatnych przedsiębiorstwach. Od 2002 sprawował w dalszym ciągu mandat radnego, który utrzymywał w wyborach w 2006 i w 2010. Z rady miejskiej odszedł w 2011 w związku z powołaniem na stanowisko dyrektora Miejskiego Zarządu Gospodarki Komunalnej w Mysłowicach. Następnie był prezesem zarządu Śląskiego Towarzystwa Budownictwa Społecznego, a w 2019 został dyrektorem ds. inwestycji w ŚTBS. W 2018 ponownie został radnym, kandydując z listy Prawa i Sprawiedliwości, do którego przystąpił. W 2019 bez powodzenia startował do Sejmu.
Odznaczony przez prezydenta Lecha Kaczyńskiego Srebrnym Krzyżem Zasługi (2008).

## Życie prywatne
Żonaty z Małgorzatą (nauczycielką w mysłowickich liceach), ma dwóch synów i córkę.